# Afzalgarh
Afzalgarh è una suddivisione amministrativa dell'India, classificata come municipal board, di 24.954 abitanti, situata nel distretto di Bijnor, nello stato federato dell'Uttar Pradesh. In base al numero di abitanti la città rientra nella classe III (da 20.000 a 49.999 persone).

## Geografia fisica
La città è situata a 29° 23' 60 N e 78° 40' 60 E e ha un'altitudine di 211 m s.l.m..

## Società

### Evoluzione demografica
Al censimento del 2001 la popolazione di Afzalgarh assommava a 24.954 persone, delle quali 13.220 maschi e 11.734 femmine. I bambini di età inferiore o uguale ai sei anni assommavano a 4.350, dei quali 2.270 maschi e 2.080 femmine. Infine, coloro che erano in grado di saper almeno leggere e scrivere erano 12.341, dei quali 7.324 maschi e 5.017 femmine.